# 尼連禪河

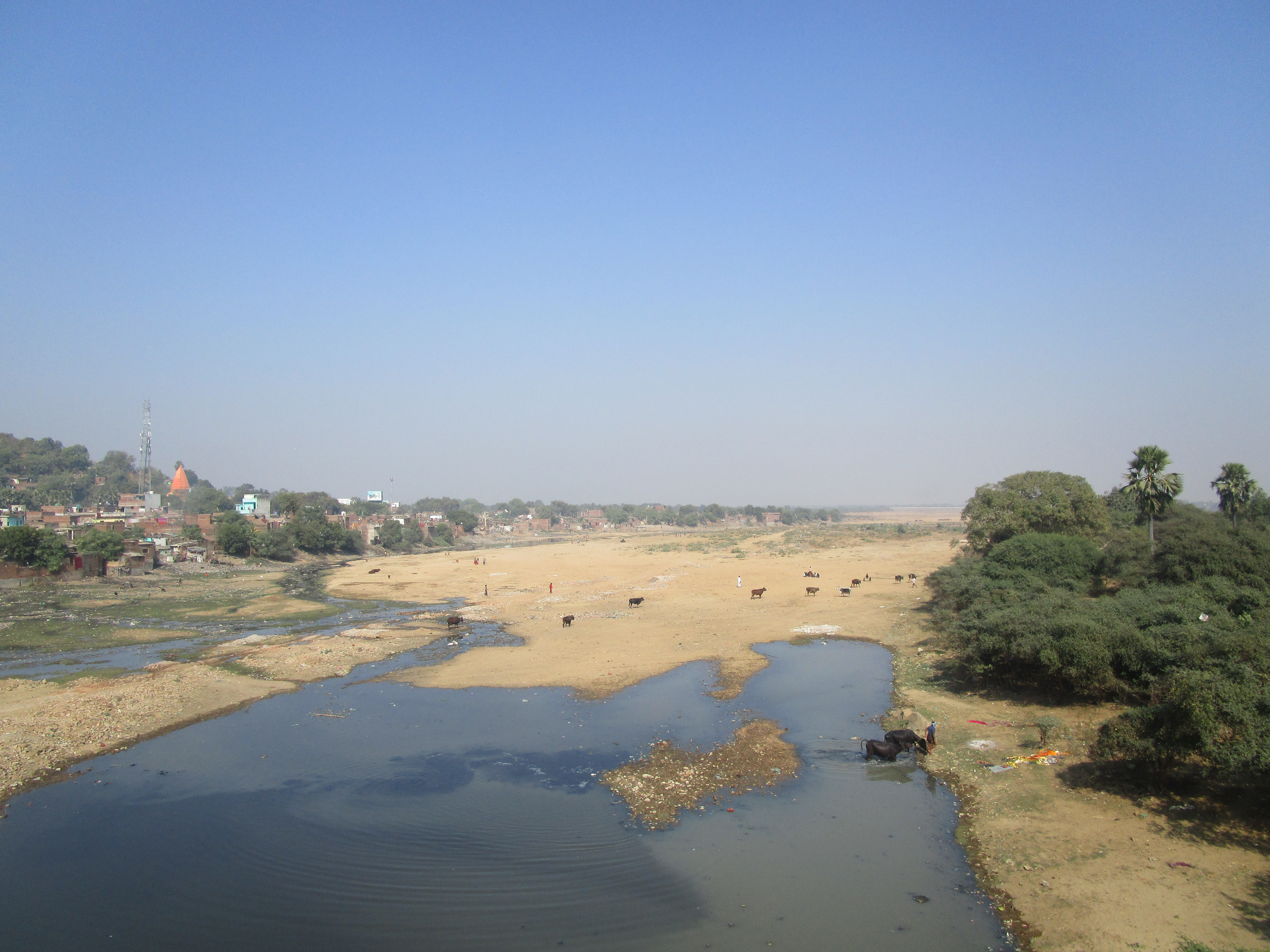
编辑“尼連禪河

尼連禪河，又名希連禪河、尼連禪那河、尼連然河、泥連河、熙連河、尼連禪江、尼連江水、尼連水、祥河、龍河，今名帕爾古河（英語：Falgu River，或），為印度恆河支流，是印度教和佛教圣河。地點在菩提伽耶東側，釋迦牟尼成道處附近。相傳河中有龍居住。